# Tahlia (voornaam)
Tahlia is een meisjesnaam.
De betekenis van Tahlia is morgendauw van God en komt van de Hebreeuwse naam Talya. (טַלְיָה, טַלְיָא) of Talia.